# Exploration Gateway Platform

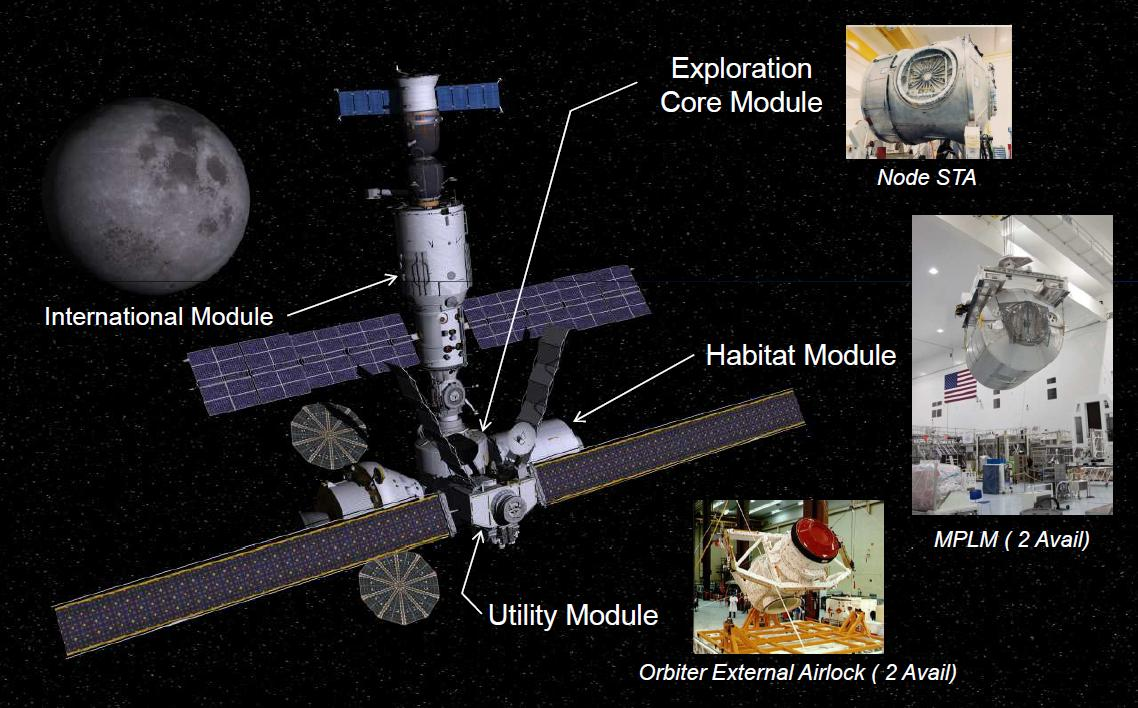
Proponowana konfiguracja Exploration Gateway Platform
Źródło: NASA

Exploration Gateway Platform lub ISS Exploration Platform (w skrócie ISS-EP) – przedstawiony przez firmę Boeing w grudniu 2011 projekt, który pozwoliłby wydatnie obniżyć koszty podróży na Księżyc, Marsa lub obiekty bliskie Ziemi dzięki wykorzystaniu już zaprojektowanych i przetestowanych elementów do stworzenia stacji kosmicznej służącej jako punkt serwisowo-postojowy i baza paliwowa, umieszczonej w jednym z punktów libracyjnych.
Główne oszczędności przyniosłaby możliwość wielokrotnego wykorzystania stacji EGP w charakterze bazy postojowej dla lądowników i łazików księżycowych wielokrotnego użytku, stacji serwisowej dla teleskopów kosmicznych oraz laboratorium naukowego dla eksploracji kosmosu, znajdującego się poza zasięgiem promieniowania Pasów Van Allena.
Stacja zostałaby zmontowana na ISS, przetestowana, a następnie wyniesiona do punktu L1 lub L2 przy pomocy klasycznych rakiet na paliwo chemiczne lub z użyciem holownika zasilanego panelami słonecznymi.
Stacja obsługiwana byłaby przez loty SLS, gdzie w jednym wystrzeleniu rakiety wynoszona byłaby załoga, zaopatrzenie oraz np. paliwo do lądowników księżycowych. Pozwoliłoby to na zaoszczędzenie miliardów dolarów, dzięki wykorzystaniu kapsuł wielokrotnego użytku.

## Budowa stacji
Do budowy EGP miałyby zostać wykorzystane elementy pierwotnie planowane jako części Międzynarodowej Stacji Kosmicznej. Głównym miałby być tzw. Node 4, czyli Docking Hub System (znany także jako Station Test Article), wycofany na etapie produkcji i zastąpiony przez Node 1, czyli moduł Unity. Do DHS zadokowany byłby moduł będący połączeniem śluzy powietrznej (dwie takie śluzy zostały po programie wahadłowców) z systemem manewrowania orbitalnego wyposażony w wyjście do spacerów kosmicznych, panele słoneczne, radiatory oraz osprzęt serwisowy. Do węzła dokującego byłyby też trwale zacumowane: ISS-EP Hub, zbudowany na bazie modułów typu Node takich jak Harmony czy Tranquility, w którym znajdowałby się komputer główny i sterowanie systemami robotycznymi oraz moduł Zwiezda 2, wyposażony w system sterowania reakcyjnego. W obu tych modułach znajdowałyby się systemy podtrzymywania życia, a Zwiezda dodatkowo zapewniałaby port dokujący dla statków typu Sojuz. Statki typu Orion dokowałyby do DHS. Rozważane jest także wykorzystanie pozostałych modułów MPLM (dostępne dwa), modułu typu Transhab / Bigelow oraz robotycznego ramienia podobnego do Canadarm znanego z ISS.